# Theodor Nöldeke
Theodor Nöldeke (Harburg, 2 de març del 1836 — Karlsruhe, 25 de desembre del 1930), va ser un orientalista alemany conegut pels seus estudis semítics i islàmics, que inclouen una història de l'Alcorà (1859).
Després d'exercir diversos càrrecs acadèmics, va instal·lar-se com a professor de llengües orientals a la Universitat d'Estrasburg (1872-1906), a l'època de l'Imperi alemany. La seva gran contribució a la història de les llengües semítiques inclou la publicació de diverses gramàtiques així com d'altres publicacions acadèmiques de les quals cal destacar Geschichte der Perser und Araber zur Zeit der Sasaniden ('Història dels perses i els àrabs al període sassànida', 1879) i una versió de la crònica àrab d'At-Tabarí. Dentre les seves obres destinades al públic en general també destaquen Orientalische Skizzen ('Pinzellades sobre l'Orient', 1892) i una biografia de Mahoma (1863).
És igulament conegut per haver proposat una nova ordenació cronològica de les sures (capítols) de l'Alcorà, encara que aquesta hagi estat discutida per alcoranistes posteriors.